# Scopula sauteri
Scopula sauteri là một loài bướm đêm trong họ Geometridae.